# Públio Salústio Bleso
Públio Salústio Bleso (em latim: Publius Sallustius Blaesus) foi um senador romano nomeado cônsul sufecto para o nundínio de maio a agosto de 89 com Marco Peduceu Seniano. Foi um dos irmãos arvais. É possível que ele seja o Salústio Lúculo citado por Suetônio como legado imperial de Domiciano na Britânia.